# Svartgumpad astrild
Svartgumpad astrild (Estrilda troglodytes) är en afrikansk tätting i familjen astrilder som även införts av människan i flera länder världen över.

## Utseende och läten
Svartgumpad astrild är en liten (10 cm) tätting, mycket lik helenaastrilden (Estrilda astrild) med lysande röd näbb och ögonmask. Den är dock blekare och prydligare tecknad, med karakteristisk kolsvart övergump och stjärt, den senare även med vita kanter. Ovansidan är grå med svag bandning, medan undersidan ljus skärbeige (vitare på strupen). Ungfågeln är mattare, med svartaktig näbb och en mörk, suddig ögonmask. Lätet är ett metalliskt, högljutt tjippande. Sången liknar lätet, men är mer dämpad och avslutas med långa, uppböjda "soyiiiii".

## Utbredning och systematik
Fågeln förekommer i norra Afrika i ett band strax söder om Sahara, från södra Mauretanien, Senegal och Gambia österut till södra Sudan, Sydsudan, Eritrea, Uganda och västra Kenya. Sentida fynd finns också från Tanzania. Arten har införts av människan och etablerat frilevande populationer i Puerto Rico, Guadeloupe och Martinique i Västindien, i Hawaiiöarna samt i Japan. Häckning har även skett vid flera tillfällen i Spanien, men där är populationen ännu inte stabil. Arten behandlas som monotypisk, det vill säga att den inte delas in i några underarter.

## Levnadssätt
Svartgumpad astrild hittas i gräsrikt skogslandskap, täta snår och torra gräsmarker. Den lever av olika sorters gräs- och örtfrön, men även små insekter som termiter. Fågeln häckar mellan juli och december i Senegal och Gambia, mellan juni och juli i Sudan. Arten är stannfågel.

## Status och hot
Arten har ett stort utbredningsområde och en stor population med stabil utveckling och tros inte vara utsatt för något substantiellt hot. Utifrån dessa kriterier kategoriserar internationella naturvårdsunionen IUCN arten som livskraftig (LC). Världspopulationen har inte uppskattats men den beskrivs som vida spridd men lokalt förekommande.

## Namn
På svenska har fågeln även kallats grå astrild.